# باد إيشل

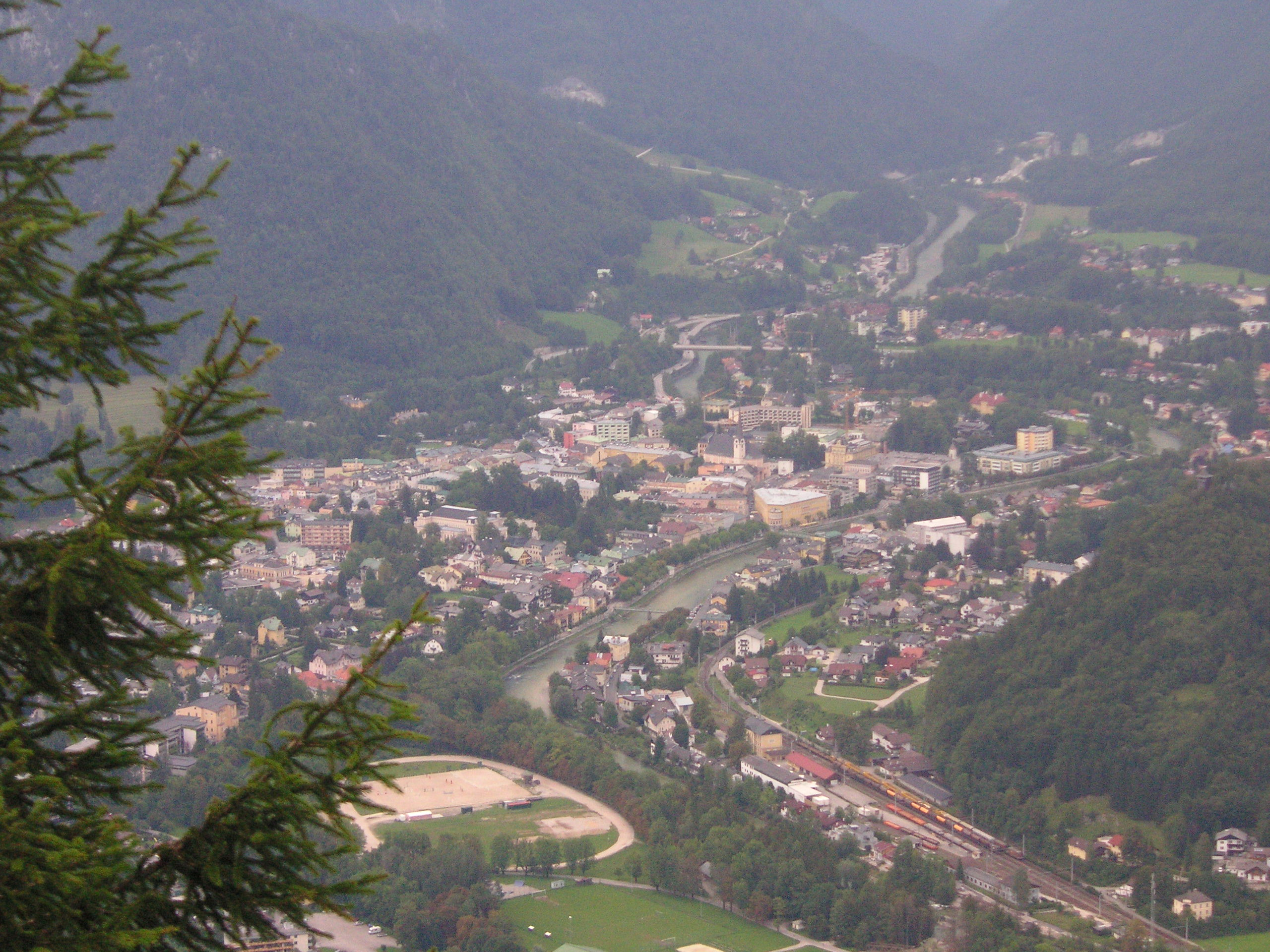
مدينة باد إيستشل.

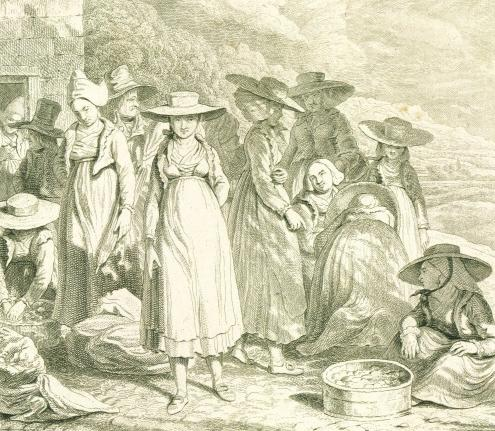
النحاس الإنجليز في عام 1822.

باد إيستشل هي مدينة الحمامات الطبية في النمسا وتقع في الجزء الجنوبي من النمسا العليا.

## توأمة
لباد إيستشل اتفاقيات توأمة مع كل من:
- أوباتيا
- غودولو
- Porto San Giorgio [الإنجليزية]‏
- سراييفو

## أعلام
- فولفرام فريهر فون ريختهوفن
- هيلموت بيرغر
- ليو بيروتس
- أتو ستابف
- أندريا جريل
- أولريكه مارا
- أوسكار شتراوس

## وصلات خارجية
- باد اشل في موقع الحكومة
- إيستشل مجلس السياحة باد
- http://www.mariatheresa.com/sisielisabeth.html في عام 1854، الإمبراطورية فيلا في سوء إيستشل أعطيت كهدية زفاف لفرانز جوزيف من قبل والدته.